# PAS Lamia 1964
PAS Lamia 1964 (gr. Π.Α.Ε. Π.Α.Σ. Λαμία 1964) – grecki klub piłkarski, mający swoją siedzibę w mieście Lamia w środkowej części kraju.

## Historia
Chronologia nazw:
- 1964: AS Lamia (gr. Α.Σ. Λαμία)
- 2014: PAS Lamia 1964 (gr. Π.Α.Σ. Λαμία 1964)

Klub piłkarski AS Lamia został założony w miejscowości Lamia 1 czerwca 1964 roku w wyniku fuzji miejscowych klubów Lamiakos i Pallamiakos. W sezonie 1965/66 zespół startował w jednej z grup Beta Ethniki. Po zakończeniu sezonu 1966/67 nie występował w rozgrywkach zawodowych. W sezonie 1970/71 ponownie startował w Beta Ethniki. W następnym sezonie spadł do rozgrywek lokalnych. W 1972/73 zwyciężył w lidze A' EPS Fthiótidy i wrócił do Beta Ethniki, gdzie występował do sezonu 1979/80. Następnie walczył w rozgrywkach Gamma Ethniki, z wyjątkiem lat 1988–1990, 1991–1994, 1997–2000, 2001–2004, kiedy występował w Delta Ethniki (IV poziom). Od sezonu 2004/05 grał nadal w Gamma Ethniki. W sezonie 2008/09 spadł do Delta Ethniki, a w 2010/11 do regionalnej A' EPS Fthiótidy (V poziom). W następnym sezonie 2011/12 zwyciężył w lidze A' EPS Fthiótidy i wrócił do czwartej ligi. Po zakończeniu sezonu 2012/13 zdobył awans do Gamma Ethniki. W następnym sezonie 2013/14 zwyciężył w grupie 3 i został promowany do Foútmpol Link. W 2014 klub zmienił nazwę na PAS Lamia 1964. W sezonie 2014/15 zajął 4.miejsce w grupie północnej drugiej ligi. Sezon 2015/16 zakończył na 5.pozycji (liga bez podziału na grupy). Dopiero w sezonie 2016/17 był drugim w końcowej klasyfikacji uzyskując historyczny awans do Superleague Ellada.

## Sukcesy

### Trofea międzynarodowe
Nie uczestniczył w rozgrywkach europejskich (stan na 31-05-2018).

### Trofea krajowe
| \| \| Zdobyte trofea w rozgrywkach Grecji (stan na: 31-05-2018) \| |                                                           |      |          |
| Rozgrywki                                                          | Osiągnięcie                                               | Razy | Sezon(y) |
| Mistrzostwo                                                        | I miejsce                                                 | 0    |          |
| Mistrzostwo                                                        | II miejsce                                                | 0    |          |
| Mistrzostwo                                                        | III miejsce                                               | 0    |          |
| Mistrzostwo                                                        | 13. miejsce                                               | 1    | 2017/18  |
| Puchar                                                             | zdobywca                                                  | 0    |          |
| Puchar                                                             | finalista                                                 | 0    |          |
| Puchar                                                             | półfinalista                                              | 1    | 1971/72  |
| II liga                                                            | I miejsce                                                 | 0    |          |
| II liga                                                            | II miejsce                                                | 1    | 2016/17  |
| II liga                                                            | III miejsce                                               | 0    |          |
| Grecja                                                             | Zdobyte trofea w rozgrywkach Grecji (stan na: 31-05-2018) |      |          |

- Gamma Ethniki:
  - mistrz (2x): 1972/73, 2013/14
- Delta Ethniki:
  - mistrz (4x): 1989/90, 1993/94, 1999/00, 2003/04
- Mistrzostwo EPS Fthiótidy:
  - mistrz (1x): 1972/73
- Puchar EPS Fthiótidy:
  - zdobywca (9x): 1972/73, 1981/82, 1988/89, 1989/90, 1993/94, 1998/99, 1999/00, 2002/03, 2012/13
  - finalista (2x):1991/92, 2009/10

## Stadion
Klub rozgrywa swoje mecze domowe na stadionie im. Atanasiosa Diakosa w Lamii, który może pomieścić 5500 widzów.